# Heatherellidae
Heatherellidae — семейство паразитиформных клещей из отряда Mesostigmata. Единственное семейство из подотряда Heatherellina Walter, 1997 и надсемейства Heatherelloidea Walter, 1997. 2 вида.

## Распространение
Обнаружены в подстилочном лиственном слое дождевых лесов только на территории Австралии.

## Классификация
Включает 1 род и 2 вида.
- Род Heatherella Walter, 1997[2]
  - Heatherella acanthocharis Walter, 1997 — Австралия
  - Heatherella callimaulos Walter, 1997 — (Morans Creek, Lamington National Park; Квинсленд)